# Alsodes kaweshkari
Alsodes kaweshkari és una espècie de granota de la família dels leptodactílids. Aquesta espècie es coneix a partir de només dos exemplars trobats en dos indrets: Puerto Edén (a l'illa de Wellington) i Seno Huemules, ambdós al sud de Xile. Habita a la tundra i petits boscos compostos per Nothofagus betuloides, Embothrium coccineum, Maytenus magellanicus i Drymis winterri.
Probablement es tracta d'una espècie rara i es desconeix el volum d'individus que pot haver-hi. Afortunadament per a la seva conservació, es distribueix dins del Parc Nacional Bernardo O'Higgins.